# 장산초등학교 막금분교
장산초등학교 막금분교는 대한민국 전라남도 신안군 장산면에 있었던 공립 초등학교이다.

## 연혁
- 1957년 6월 20일 장산국민학교 막금분교장 인가
- 1958년 3월 5일 막금분교 개교
- 1967년 4월 1일 도서벽지학교 '을'급 지정
- 1986년 1월 1일 도서벽지학교 '나'급 조정
- 1989년 9월 1일 도서벽지학교 '가'급 조정
- 1996년 3월 1일 장산초등학교 막금분교 개칭
- 1997년 10월 2일 경주 불국사 견학(전교생 1명)
- 1998년 3월 1일 폐교 및 장산초등학교 통폐합